# Księżniczka z Nebraski
Księżniczka z Nebraski – amerykański film obyczajowy z 2007 na podstawie opowiadania Yiyun Li. Jest to historia Chinki mieszkającej w USA, która zachodzi w ciążę.

## Występują
- Ling Li – Sasha
- Brian Danforth – Boshen
- Pamelyn Chee – X
- Patrice Binaisa – James
- Lin Qing – May